# Lucas Hamming
Lucas Boudewijn Hamming (Huizen, 13 november 1993) is een Nederlandse singer-songwriter, acteur, musicalacteur en rockartiest.

## Biografie
Hamming is geboren in Huizen en opgegroeid in het Noord-Hollandse Blaricum. Tijdens zijn middelbareschooltijd speelde hij in verschillende bandjes, waaronder de Huizerse formatie New Option. Hamming kreeg in 2009 door een auditie de rol van Sem in de Nederlandse jeugdfilm Lover of loser. Hierin zingt hij samen met Martijn Lakemeier de single Eva, geschreven door Acda en De Munnik, met wie Hamming dit lied ook enkele keren in het theater ten gehore bracht. De single behaalde in 2010 de gouden status.
Daarnaast trad hij op als podiumgitarist en achtergrondzanger van de Hilversumse band Only Seven Left. Na in 2011 zijn havodiploma aan de SG Huizermaat in Huizen te hebben behaald, werd hij toegelaten aan de popafdeling van het Conservatorium van Amsterdam, waar hij in 2015 afstudeerde. Hamming was finalist in de tweede editie van de televisietalentenjacht De beste singer-songwriter van Nederland. Op 16 januari 2013 presenteerde hij zijn debuut-ep Green Eyed Man in de kleine zaal van Paradiso. In maart 2014 bracht hij zijn debuutsingle Fake Love Hypocrisy uit. In augustus 2014 werd Hamming uitgeroepen tot 3FM Serious Talent. Tegelijkertijd werd zijn single Mojo Mischief tot 3FM Megahit uitgeroepen. Op 6 maart 2015 verscheen bij het label PIAS Holland Hammings tweede ep, getiteld The Perv in Perfection. Diezelfde dag was Hamming met band te gast bij De Wereld Draait Door. Zijn management wordt verzorgd door Phil Tilli, bekend als voormalig gitarist van de band Moke.
Vanaf 2013 maakte Hamming verschillende tournees door Nederland, ondersteund door zijn vaste band, bestaande uit Kas Lambers (gitaar), Stijn van Rijsbergen (drums) en Thomas Veenstra (basgitaar). In augustus 2015 trad ook Jelte de Vries toe, als toetsenist, gitarist en achtergrondzanger. In augustus 2015 bracht Hamming zijn nieuwe single Never Let You Down uit. Deze single werd eveneens een 3FM Megahit. Zijn debuutalbum HAM kwam uit in oktober 2015. In 2016 maakte hij het anthem voor 3FM Serious Request, "Are You with Me". Op 17 maart 2017 verscheen zijn tweede album Luck Is for Suckers. In 2018 maakte Hamming zijn debuut als musicalacteur in de musical All Stars. Daarin speelde hij de rol van Johnny. In 2019 speelde Hamming de rol van Judas Iskariot tijdens de opvoering van The Passion in Dordrecht, uitgezonden door de EO en KRO-NCRV. Daarnaast deed Hamming mee aan het vijfde seizoen van de dirigeerwedstrijd Maestro op AVROTROS-televisie. Hij werd in de finale tegen Monic Hendrickx door de jury, het orkest en het publiek tot winnaar gekozen.
Aanvankelijk werd Freek Bartels verkozen om de rol van Judas Iskariot te spelen in de musical Jesus Christ Superstar. Bartels moest vervolgens verstek laten gaan wegens burn outklachten en hierop werd Hamming zijn vervanger in deze musical. Voor deze rol won hij de Musical Award van "Beste mannelijke hoofdrol".

## Discografie
- Ep - Green Eyed Man - januari 2013
- Single - "Fake Love Hypocrisy" - maart 2014
- Single - "Mojo Mischief" - augustus 2014 (3FM Megahit)
- Single - "Wood for the Trees" - februari 2015
- Ep - The Perv in Perfection - maart 2015
- Single - "Saving Grace" - mei 2015
- Single - "Never Let You Down" - augustus 2015 (3FM Megahit)
- Single - "Fool" - oktober 2015
- Album - "HAM" - oktober 2015
- Single - "Write Me Again" - januari 2016
- Single - "Don't You Go" - mei 2016
- Single - "Are You With Me" - december 2016 (themalied 3FM Serious Request 2016)
- Single - "Be Good Or Be Gone" - maart 2017
- Album - "Luck Is For Suckers" - maart 2017
- Single - "Falling" - september 2020
- Single - "Move like This" - februari 2021
- Single - "Mr. Blue Sky" - juni 2021
- Album - "Postponed" - oktober 2021

### Hitnoteringen
| Single met eventuele hitnotering(en) in de Nederlandse Top 40 | Datum van verschijnen | Datum van binnenkomst | Hoogste positie | Aantal weken | Opmerkingen |
| ------------------------------------------------------------- | --------------------- | --------------------- | --------------- | ------------ | ----------- |
| Falling                                                       | 10-09-2020            | 26-09-2020            | tip16           | 3            |             |